# Valkyrie (tiểu thuyết)
The Valkyries (tiếng Bồ Đào Nha: As Valkírias; ISBN 978-0062513342) là tiểu thuyết xuất bản năm 1992 của Paulo Coelho.

## Tóm tắt nội dung
Tác phẩm được tường thuật ở ngôi thứ ba - mô tả việc Paulo và vợ bắt đầu cuộc hành trình 40 ngày qua sa mạc Mojave. Ở đó, họ gặp các valkyrie, một nhóm nữ chiến binh đang đi qua sa mạc trên những chiếc xe máy.
Ở đầu câu chuyện, "J", chủ nhân của Coelho ở RAM, cho ông xem một bản sao bài thơ của Wilde với nội dung "chúng ta phá hủy những gì chúng ta yêu quý" - chủ đề này sau đó trở thành trọng tâm của câu chuyện.

## Nhân vật[1]
Paulo: Tác giả - với tư cách chính mình.
Chris: Vợ của Paulo.
Ông J: Ông chủ của Paulo.
Gene: Người dẫn đường trong sa mạc Mojave.
Valkyrie: Nhân vật chính của sách. Một nhóm nữ chiến binh.
Valhalla: Lãnh đạo nhóm valkyrie.